# 바이엘러 재단

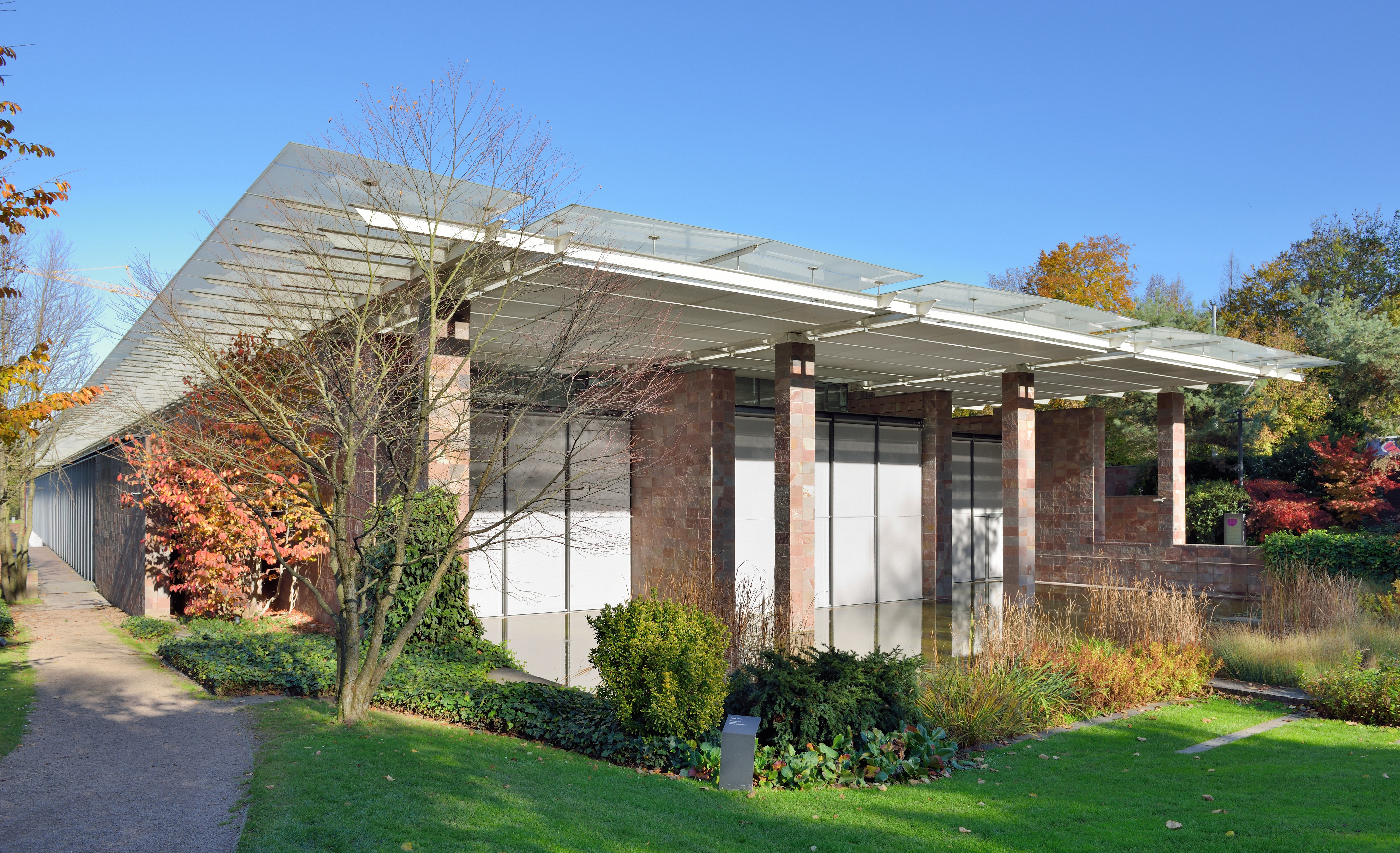

바이엘러 재단(Beyeler Foundation 또는 Fondation Beyeler)는 바젤(스위스) 근처 리헨에 박물관을 두고 있으며 현대 미술과 전통 미술을 특징으로 하는 힐디(Hildy)와 에른스트 바이엘러(Ernst Beyeler)의 미술 컬렉션을 소유하고 감독한다. 바이엘러 재단 박물관에는 영구 컬렉션을 보완하기 위해 기획된 특별 전시 공간이 있다. 2006년에는 약 340,000명이 박물관을 방문했다. 2016년 방문객 수는 332,000명이었다. 바이엘러 재단은 스위스 전역에서 가장 방문객이 많은 미술관이다. 박물관은 적절한 자금을 지원받고 있으며 바젤시, 바젤 카운티, 리헨 코뮌으로부터 연간 보조금을 받는다. 재단의 주요 파트너로는 바이엘 AG(Bayer AG), 노바티스(Novartis) 및 스위스 은행 UBS가 있다.